# Saint-Grégoire, Ille-et-Vilaine
Saint-Grégoire är en kommun i departementet Ille-et-Vilaine i regionen Bretagne i nordvästra Frankrike. Kommunen ligger i kantonen Betton som tillhör arrondissementet Rennes. År 2022 hade Saint-Grégoire 9 992 invånare.

## Befolkningsutveckling
Antalet invånare i kommunen Saint-Grégoire
Referens:INSEE